# Poliona laticeps
Poliona laticeps är en insektsart som beskrevs av Alexander Fyodorovich Emeljanov 1979. Poliona laticeps ingår i släktet Poliona och familjen dvärgstritar. Inga underarter finns listade i Catalogue of Life.